# 懷特萊克 (北卡羅萊納州)
懷特萊克（英語：White Lake）是一個位於美國北卡羅萊納州布拉登縣的城鎮。

## 人口
根據2020年美國人口普查的數據，懷特萊克的面積為6.89平方千米，當中陸地面積為2.65平方千米，而水域面積為4.23平方千米。當地共有人口843人，而人口密度為每平方千米122人。